# Jerzy Kępa
Jerzy Edward Kępa (ur. 26 listopada 1942 w Skarżysku Książęcym) – polski prawnik, sędzia, senator II kadencji.

## Życiorys
Ukończył w 1969 studia na Wydziale Prawa Uniwersytetu Marii Curie-Skłodowskiej w Lublinie. Brał udział w wydarzeniach marca 1968. Odbył aplikację sądową, po czym do 1982 orzekał jako sędzia w sądach rejonowych kolejno w Bielsku Podlaskim, Wyszkowie, Przasnyszu i Radomiu.
Zaangażował się w działalność Ruchu Obrony Praw Człowieka i Obywatela, a w 1980 przystąpił do NSZZ „Solidarność”. Był doradcą prawnym struktur regionalnych związku oraz członkiem KSN. W 1982 odwołany z urzędu sędziego w ramach represji politycznych. W latach 80. publikował w pismach niezależnych. W 1983 został tymczasowo aresztowany za prowadzoną działalność opozycyjną, zwolniono go w połowie 1984. Od 1987 praktykował jako radca prawny. W 1990 wrócił do wykonywania zawodu sędziego.
W wyborach w 1991 z ramienia „Solidarności” uzyskał mandat senatora II kadencji z województwa radomskiego. Był członkiem Komisji Inicjatyw i Prac Ustawodawczych oraz Komisji Konstytucyjnej. Przeszedł w trakcie kadencji do Ruchu dla Rzeczypospolitej i z listy tej partii w 1993 bez powodzenia kandydował do parlamentu.
Od 1993 do 2007 orzekał w Sądzie Rejonowym w Radomiu. Później przeszedł w stan spoczynku. W 2009 odznaczony przez prezydenta Lecha Kaczyńskiego Krzyżem Komandorskim Orderu Odrodzenia Polski.